# Йозеф Серчук
Йозеф Серчук (Joseph Serchuk; 1919 г., Люблин – 6 ноември 1993 г., Тел Авив) е командир на еврейски партизански отряд в района на Люблин, Полша през Втората световна война.
След войната свидетелства в разследвания на нацистите, за което получава специално признание от Държавата Израел.

## Биография
След като родителите му и други членове на семейството са убити в гето през 1941 г., Йосиф и брат му Дейвид са отведени в лагера на смъртта Собибор в Полша. След ден в лагера бяга с брат си до най-близката гора и заедно с други бягащи създава ядрото на партизанска група. По време на войната групата, водена от евреи, които са избягали от близките гета и от лагера Собибор. Групата също така включва писателя Дов Фрайберг.
След края на войната, Иосиф, като взе участие в намирането на бягащата нацистките военнопрестъпници в Европа, и е служил като свидетел в Нюрнберг Изпитанията. След това той се връща в Полша и приложни да емигрират в Израел, но се отказа
През 1950 г. Серчук получава паспорт и отива в Израел. Веднага след пристигането си в Израел е обучен за войник. След военната си служба се оженва, заселва се в Яд Eliyahu в Тел Авив и започва бизнес в промишлеността.
С течение на годините Серчук отива в Европа няколко пъти, за да даде показания в процесите срещу нацистки военнопрестъпници. В процеса на Oberscharführer Hugo Raschendorfer, е единственият преследване свидетеля. След като Raschendorfer е признат за виновен и осъден на доживотен затвор, на Серчук е присъдена специална награда от нацистките престъпления следствен отдел на Израел полиция.
През 1967 г. израелският премиер Леви Ешкол го даде на борци против нацистите Medal, а през 1968 г. получава в допълнение на щат Fighters Medal.
Йозеф Серчук умира през 1993 г. в Тел Авив на възраст 74 години. Оставя 9 деца и повече от 100 внуци и правнуци.